# Peixe-borboleta-de-Palau
O peixe-borboleta-de-palau (Chaetodon pelewensis), é uma espécie de peixe-borboleta nativo do Oceano Pacífico. Possui um corpo arredondado achatado, com a coloração amarelo escuro com listras diagonais e uma barra vertical dourada com margens pretas no olho. A espécie foi descrita em 1868 pelo ictiólogo austríaco Rudolf Kner (1810-1869), dada como a localidade tipo Palau, no Pacífico Ocidental. Frequentemente é uma espécie muito capturada para fins ornamentais, por se tratar de um peixe com cores chamativas.
Essa espécie é nativa do Oceano Pacífico, podendo ser encontrado nos recifes de Palau até Fiji, Austrália e Mar de Coral para a Samoa até a região da Polinésia.